# René Fontaine
René Fontaine (* 5. Juni 1899
in Bischtroff-sur-Sarre; † 23. November 1979 in
Straßburg) war ein französischer Chirurg, er ist bekannt für seine Einteilung der peripheren arteriellen Verschlusskrankheit (pAVK).

## Leben
René Fontaine studierte in Straßburg Medizin. Er war ein Schüler des Chirurgen René Leriche, dem er 1941 auf dem Lehrstuhl für klinische Chirurgie an der Universität Straßburg folgte.

## Arterielle Verschlusskrankheit
Von René Fontaine stammt die noch heute in Europa gebräuchliche Einteilung der Stadien der Arteriellen Verschlusskrankheit.
Die 4 Stadien nach Fontaine sind folgendermaßen definiert:
- AVK Stadium I: keine Beschwerden
- AVK Stadium II: Beschwerden beim Gehen
- AVK Stadium III: Beschwerden in Ruhe
- AVK Stadium IIII: Absterben von Gewebe

AVK Stadium I:
Patienten sind in diesem Stadium der pAVK häufig beschwerdefrei, weil sich arteriosklerotische Stenosen nur sehr langsam entwickeln. So hat der Organismus Zeit, die drohende Minderdurchblutung (Ischämie) durch Bildung von Kollateralen zu kompensieren. Manchmal ist in diesem Stadium jedoch auch schon kein Puls tastbar und die Becken- oder Oberschenkelarterie verschlossen.
AVK Stadium II:
Bei körperlicher Anstrengung treten Beschwerden in den entsprechenden Gliedmaßen auf, wenn das Kollateralnetz bereits unzureichend ist. Typisch sind Schmerzen im Unterschenkel beim Gehen oder Laufen, die das Weitergehen beeinträchtigen, zum Hinken verleitet (Claudicatio intermittens) oder sogar zum Stehenbleiben zwingt („Schaufensterkrankheit“).
AVK Stadium III:
Bei Verschlimmerung der pAVK treten nun die Schmerzen nicht nur bei Belastung, sondern auch im Ruhezustand auf.
AVK Stadium IV:
Im letzten Stadium, der schwersten Form der pAVK ist die Durchblutung so gering, dass das körpereigene Gewebe damit beginnt ab zu sterben. Die Ischämie führt zu einer Gewebsnekrose, die meistens in den Fußzehen auftritt, da dieser Bereich beim Menschen am wenigsten mit Sauerstoff versorgt wird. Die Nekrose macht sich als Ulcus oder als Gangrän bemerkbar.

## Veröffentlichungen (Auswahl)
- mit René Leriche: Chirurgie du sympathique. In: Rev. neurol. Band 1, 1929, S. 1046 ff.
- mit M. Kim und R. Kieny: Die chirurgische Behandlung der peripheren Durchblutungsstörungen. [Surgical treatment of peripheral circulation disorders]. In: Helvetica Chirurgica Acta. Band 21, Nr. 5/6, (Basel) 1954, S. 499–533.